# Longman
Longman o Pearson Longman és una editorial fundada a Londres el 1724, propietat de Pearson PLC.
Des del 1968, ha estat utilitzada principalment com a segell editorial per Pearson's Schools. La marca «Longman» també és emprada per les escoles Longman de la Xina i per al Longman Dictionary of Contemporary English.

## Història

### Inicis
L'empresa Longman fou fundada per Thomas Longman, fill d'Ezekiel Longman, de Bristol. El 1716, Thomas fou aprenent de John Osborn, un llibreter londinenc, i en acabar l'aprenentatge es casà amb la filla d'Osborn. L'agost del 1724 adquirí el magatzem i els estris de William Taylor, el primer editor de Robinson Crusoe. Els dos comerços de Taylor a Londres, Black Swan i The Ship, esdevingueren la primera seu de l'editorial.
El 1728, Longman s'associà al seu sogre, Osborn, que posseïa una sisena part de les accions de la Cyclopaedia d'Ephraim Chambers. El mateix Longman fou un dels sis llibreters que encarregaren a Samuel Johnson un diccionari dels més influents de la història de la llengua anglesa, col·laborant amb la seva compilació entre el 1746 i el 1755.

## Seglexx
El desembre del 1940, les oficines londinenques de Longman foren destruïdes durant els bombardejos alemanys juntament amb la major part de les accions de l'empresa. Tanmateix, sobrevisqué a aquesta crisi i esdevingué una societat pública el 1948. Longman fou adquirida per l'editorial britànica Pearson, propietària del Financial Times, el 1968. El 1972 morí Mark Longman, l'últim membre de la família Longman que dirigí l'empresa. Longman continua existint com a marca i segell de Pearson PLC amb el nom de Pearson Longman, divisió especialitzada en anglès, anglès com a llengua estrangera, història, economia, filosofia, ciències polítiques i religió.
Avui en dia, la marca és utilitzada principalment pel departament d'ensenyament d'anglès de Pearson, sobretot les escoles Longman de la Xina, el diccionari i el llibre de text Kennedy's Revised Latin Primer. Tots els altres llibres de text i productes fan servir la marca i el segell Pearson.